# Serraria
Serraria là một đô thị thuộc bang Paraíba, Brasil. Đô thị này có diện tích 75,397 km², dân số năm 2007 là 4430 người, mật độ 62,7 người/km².